# 曹众善
曹眾善，男，中華人民共和國和中國共產黨政治、軍事人物，中國共產黨黨員。
2021年7月仼武警江西省總隊司令員，武警少將警銜。